# Bhatkal
Bhatkal (en canarés: ಭಟ್ಕಳ ) es una ciudad de la India en el distrito de Uttara Kannada, estado de Karnataka.

## Geografía
Se encuentra a una altitud de 9 m s. n. m. a 493 km de la capital estatal, Bangalore, en la zona horaria UTC +5:30.

## Demografía
Según estimación 2011 contaba con una población de 31 318 habitantes.